# Berlin Marathon
Berlin Marathon (fullständigt namn: BMW Berlin Marathon, av sponsorskäl) är ett årligt maratonlopp i Berlin som har hållits varje år sedan 1974. Det är den näst största löpartävlingen i Tyskland, efter JPMorgan Chase Corporate Challenge.
2008 års lopp hade 40 827 anmälda från 107 länder, 35 913 officiella fullföljare och över en miljon åskådare. Evenemanget, som inträffar den sista helgen i september, är ett av de sex stora maratonloppen som tillsammans bildar World Marathon Majors (de övriga är maratonloppen i Tokyo, Boston, London, Chicago och New York) med en miljon dollar i prispengar, som den vinnande mannen respektive kvinnan delar på.
Banan som utgör Berlin Marathon är den bana där det för både män och kvinnor har satts flest världsrekord i distansen maraton. Den är välkänd för sin platta profil, jämna yta, jublande åskådare och sina ofta milda hösttemperaturer. Evenemanget är uppdelat på två dagar. Omkring ytterligare 8 000 inlinesåkare tävlar nämligen på maratonbanan lördagen före loppet. Power walkers, handcyklister, rullstolsåkare och barnmaraton (4 219,5 meter) tillhör också maratonhelgen, som arrangeras av SCC EVENTS och som för närvarande sponsras av biltillverkaren BMW.

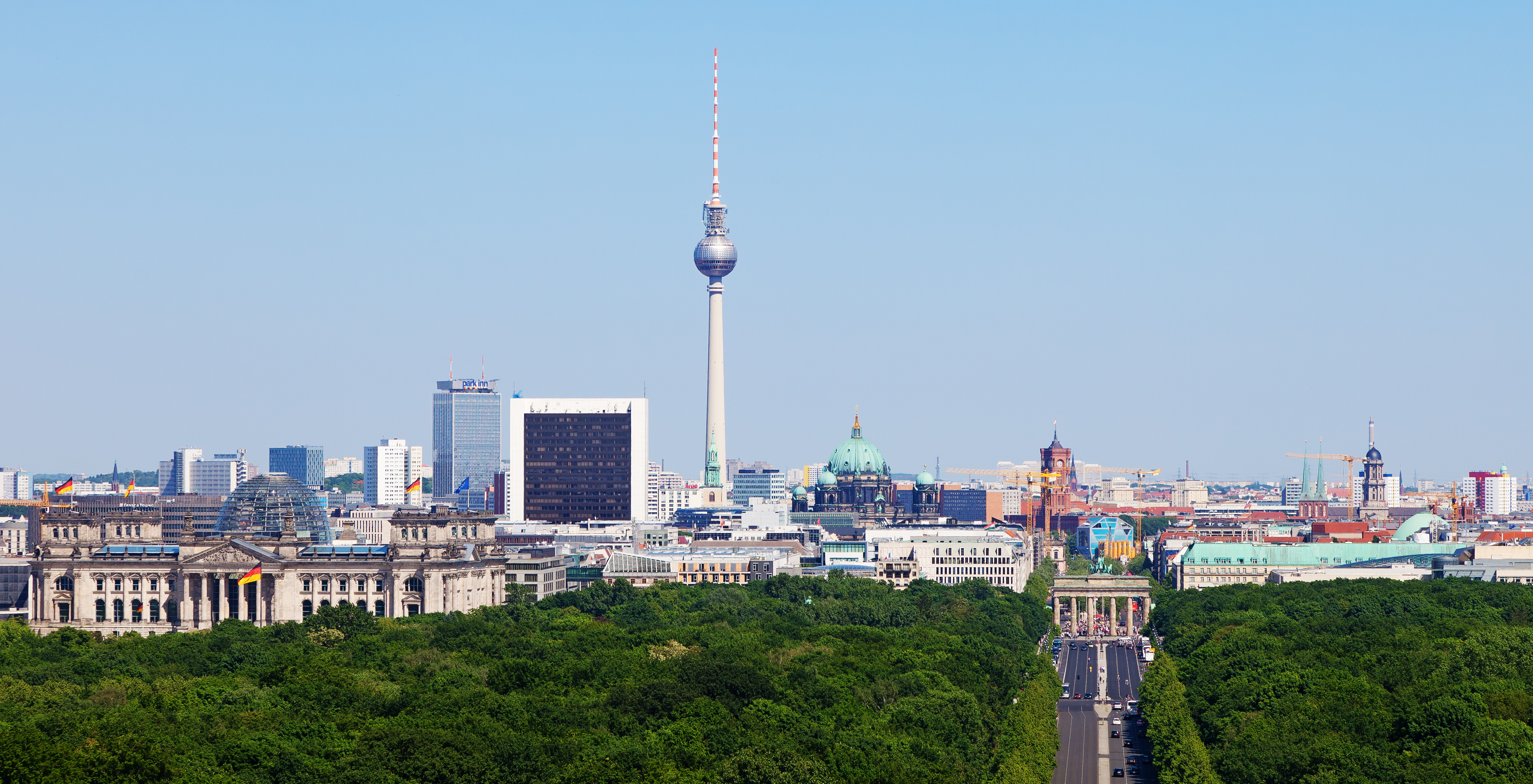
Banan sträcker sig genom flera stadsdelar i Berlin med start och mål nära Brandenburger Tor (nere till höger).